# 茨城県民体操
茨城県民体操（いばらきけんみんたいそう）とは、茨城県教育委員会と茨城県体操協会が制定した体操のことである。「第1」と「第2」があり、1949年（昭和24年）3月に制定された。考案者は当時の茨城県体操協会長でベルリンオリンピックに出場した遠山喜一郎であり、時間は3分20秒。ラジオ体操を凌ぐ、高度な動きが特徴である。編曲は深海善次。

## 概要
茨城県民体操は、茨城県内の中学校や高校において、ラジオ体操や準備体操の代わりに行われ、学校によっては県民体操のテストをやっているところもある。茨城県のいばらきもの知り博士のコーナーに動画が存在する。
以下の13種の運動から構成される。
1. 姿勢調査
2. 下肢
3. 上肢
4. 体側
5. 背腹
6. 胴体
7. 胸
8. 胴体
9. 背
10. 上下肢
11. 下肢
12. 上下肢
13. 呼吸

各県に県民体操は存在するが、茨城県でしか県民体操は教えられていないため、他県の人で県民体操を知っている人は少ない。